# برايان بانكس (لاعب كرة قاعدة)
برايان بانكس (بالإنجليزية: Brian Banks)‏ هو لاعب كرة قاعدة أمريكي، ولد في 28 سبتمبر 1970 في ميسا في الولايات المتحدة.

## وصلات خارجية
- برايان بانكس على موقع الدوري الياباني لكرة القاعدة (الإنجليزية)
- برايان بانكس على موقعبيزبول رفرنس.كوم (الدوري الرئيسي) (الإنجليزية)
- برايان بانكس على موقعبيزبول رفرنس.كوم (الدوري الثانوي) (الإنجليزية)
- برايان بانكس على موقع إي إس بي إن.كوم (أم.أل.بي) (الإنجليزية)
- برايان بانكس على موقع مشجعي الرسوم البيانية (الإنجليزية)